# トゥールのグレゴリウス
トゥールのグレゴリウス（羅: Gregorius Turonensis、538年頃11月30日 - 594年11月17日）は、ガロ・ローマ人の歴史家、聖職者、メロヴィング朝治下アウストラシアのトゥール司教。ガリア聖職者集団の主導的立場にあった。生まれたときにゲオルギウス・フロレンティウス（羅:Georgius Florentius）と名付けられたが、後に母方の曽祖父に敬意を表してグレゴリウスの名が加えられた。後期の俗ラテン語で著述したが、自身の著作が多くの聴衆に届くようにという入念な策略であったとされる。著作は後代の年代記作家により付けられた『フランク史』（羅:Historia Francorum）の名で知られる『歴史十巻』（羅:Decem Libri Historiarum）が有名で、また著書「聖人伝」もメロヴィング朝期ガリアの生活や信仰の貴重な史料である。

## 生涯
グレゴリウスはガリア中部のオーヴェルニュ地方クレルモンに、ガロ・ローマ社会の上流階級のフロレンティウスの息子として生まれた。父は、妻アルメンタリア2世がリヨン司教ニケティウスの姪であり、ジュネーヴの元老院議員フロレンティヌスとラングルのグレゴリウスの孫娘であったために、クレルモンの元老院議員の地位にあった。グレゴリウスは自身の近親者に著名な司教や聖人の名前を複数挙げることが出来たが、実際彼が生まれたころ、彼の一族はトゥール、リヨン、そしてラングルの司教職を事実上独占していた。またグレゴリウスによれば、彼の先任のトゥール司教18人のうち5人以外は彼と血縁関係にあったという。また、ガリアの初期の殉教者ウェッティウス・エパガトゥスが彼の父方の祖先である。グレゴリウスの幼いころに彼の父は死去し、寡婦となった母は自分の所有地のあるブルグンドに移り住んだ。彼は生涯のほとんどをトゥールで過ごしたが、パリに関する限り見聞は広かった。彼が生きていた荒々しい世界は、古典古代の世界の滅亡と初期中世ヨーロッパの新しい文化の境界に位置していた。グレゴリウスはメロヴィング朝のフランク文化とガリア南部のガロ・ローマ文化の境界にも生きていた。

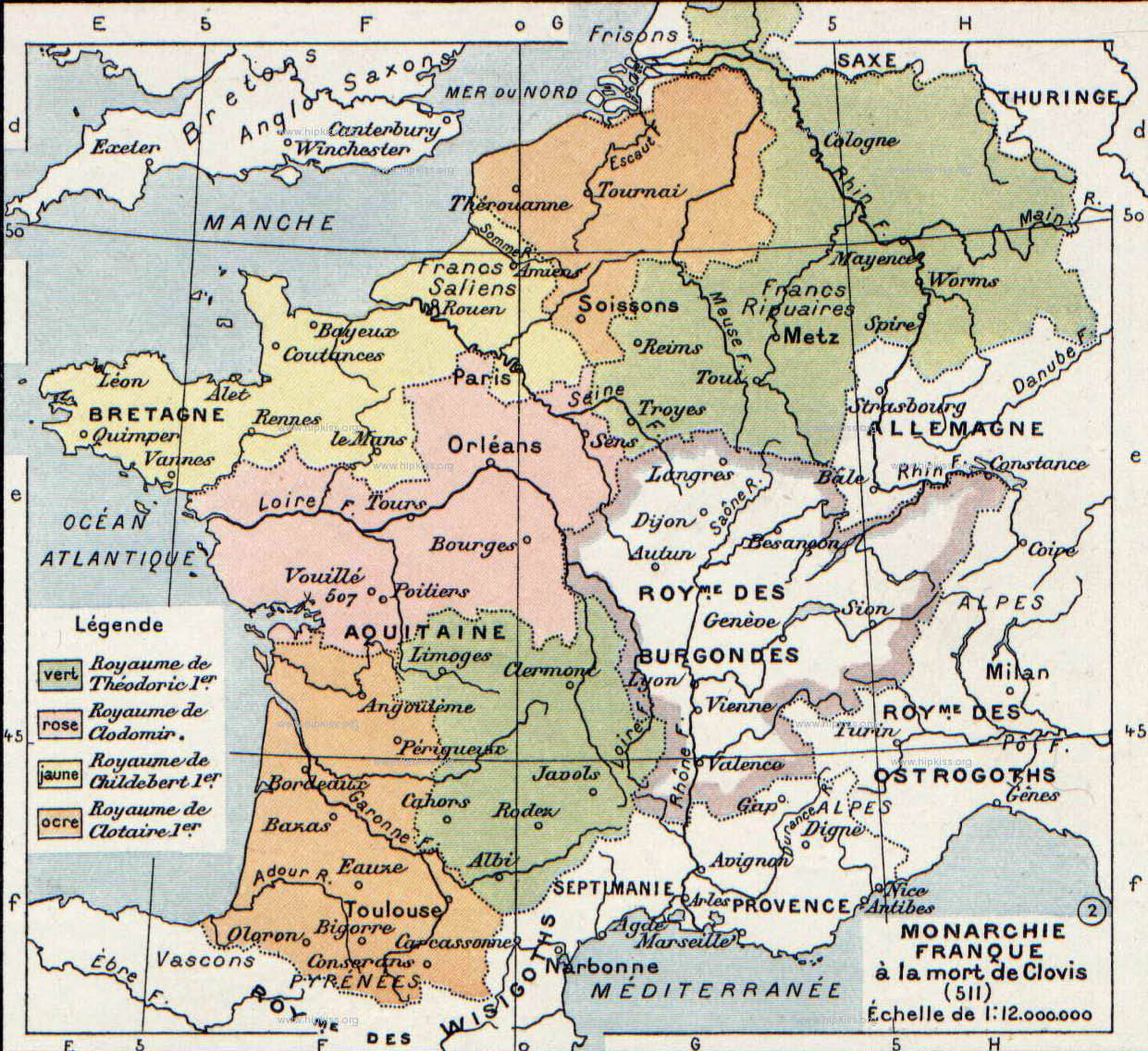
初期メロヴィング朝期のガリア

トゥールでは、グレゴリウスはあらゆることを聞いたり、メロヴィング文化の影響下に置かれたすべての人に会ってもよい立場にはなかった。トゥールはロワール川の公水路上に位置していた。トゥールからは5本のローマ街道が発しており、トゥールはスペインを向こうに置き、アクィタニアとフランク人の北方とを結ぶ幹線道路上に位置していた。北方のフランク人の影響と南方のガロ・ローマの影響は、主にトゥールにおいて接触していたのである（地図を参照）。聖マルティヌスの民衆的な信仰の中心地として、トゥールは巡礼地、病院、政治的な避難場所となり、暴力と混乱の時期にはメロヴィング朝の重要な政治的指導者がトゥールに逃れてきた。
グレゴリウスは4人のフランク王、シギベルト1世、キルペリク1世、グントラム、そしてキルデベルト2世らとの個人的な関係に苦労したが、彼は当時のフランク人の指導者のほとんどと個人的な知り合いだった。

## 著作『フランク史』
各版

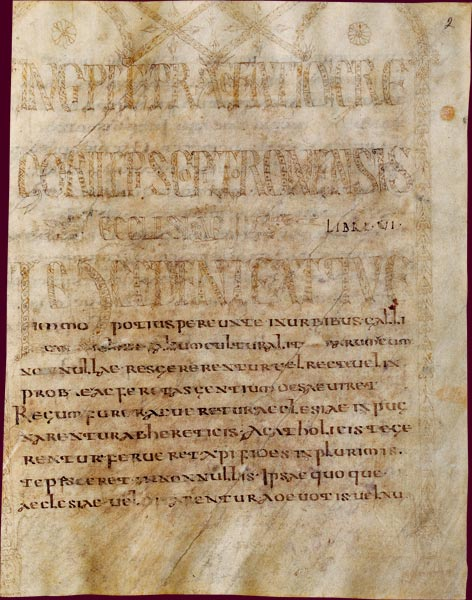
『フランク史』の扉絵

- Gregorii episcopi Turonensis. Libri Historiarum X (ed. Bruno Krusch and Wilhelm Levison), MGH SRM I 1, Hannover2 1951
- Miracula et opera minora (ed. Bruno Krusch), MGH SRM I 2, Hannover 1969, 211-294 (repr. from 1885)

近代語訳
- Fränkische Geschichte. 3 vols. (transl. by Wilhelm von Giesebrecht, rev. by Manfred Gebauer), Essen 1988.
- From Roman to Merovingian Gaul. A Reader (ed. and transl. Alexander Callander Murray; Readings in medieval Civilisations and Cultures 5), Toronto 2000, 287-446
- Glory of the confessors (ed. and transl. Raymond Van Dam; Translated Texts for Historians 4), Liverpool 2004 (2nd edition), ISBN 0-85323-226-1.
- Glory of the Martyrs (ed. and transl. Raymond Van Dam; Translated Texts for Historians 3), Liverpool 2004 (2nd edition), ISBN 0-85323-236-9.
- Liber de passione et virtutibus sancti Iuliani martyris und Libri de virtutibus sancti Martini episcopi, in: Raymond Van Dam (ed.), Saints and their Miracles in Late Antique Gaul, Princeton 1993, 153-317.
- Life of the Fathers (ed. and transl. James Edward; Translated Texts for Historians 1), Liverpool 1991 (2nd edition), ISBN 0-85323-327-6.
- The History of the Franks (transl. M. Dalton), Oxford 1927.
- The History of the Franks (transl. L. Thorpe), Penguin 1974.ルイス・ソープ編はBrehautより手に入りやすいが、彼の序文・注は近年の歴史家からあまり評価されていない。
- Histoire des Franks, in French
- 『フランク史―一〇巻の歴史』杉本正俊訳、新評論、2007年9月、ISBN:978-4794807458

ラテン語 - 近代語対訳版
- Les livres des miracles et autres opuscules de Georges Florent Grégoire évêque de Tours (ed. and transl. Léonard Bordier), vol. 1, Paris 1857.
- Zehn Bücher Geschichten. Band I-II.(ed. and transl. Wilhelm Giesebrecht and Rudolf Buchner), Darmstadt 1955-1956.

『フランク史』（以下、『歴史』とも表記する）は10巻からなる。
- 第1部:第1巻〜第4巻

天地創造から世界の歴史が語られるが、すぐにガリアのキリスト教化、トゥールのマルティヌスの生涯とその時代、フランク人の改宗とクローヴィス1世の下に行われたガリア征服と、575年のシギベルトの死去に至るまでの、フランク王のさらに詳細な歴史について物語られている。575年は、グレゴリウスがトゥール司教の地位に就いてから2年目であった。
- 第2部:第5巻〜第6巻

584年のキルペリクの死をもって終わる。この時キルペリクはトゥールを手中に収めており、彼とグレゴリウスの関係は緊張していた。トゥール司教がキルペリクの妻を中傷したという噂を聞き、彼はグレゴリウスを捕えて反逆罪にしようとした。これはグレゴリウスの司教職及び彼の生命を脅かす攻撃であった。『歴史』の中で最も多弁に書かれている一節は第6巻の最終章であり、そこではキルペリクの特徴が毒舌を用いて冷淡にまとめられている。
- 第3部:第7巻〜第10巻

591年までの彼に関する、さらに個人的な記述がなされている。エピローグはグレゴリウスが世を去る594年に書かれた。

### トゥールのグレゴリウスの信条
異端に対する戦いにおけるグレゴリウスの熱意の例として、『フランク史』にはグレゴリウスが当時の異端に着目しつつ、自身の正当性を証明することを狙った信仰告白が含まれる（「彼らのために私がカトリックであることを私の読者が疑わないために」）。この告白は多くの字句において、それぞれが特定のキリスト教の異端を論駁している。それゆえグレゴリウスの信条は否定において事実上の異端の説明となっている。
そこで、私は全能の父なる神を信じる。父より生まれたのであって被造物ではない彼のひとり子、我々の主、神、イエス・キリストを私は信じる。彼が常に父とともにあり、時間が始まって以降のみならず全ての時間の前から彼が常に父とともにあったこと[を私は信じる]。父は、彼が子を持たなければそのように呼ばれることはなかったであろうから; そして父なしには子は存在しえないから。しかし、以下のように言う者に関しては: 「彼のいない時があった」と言う者に関しては、私は彼らを呪いを込めて否定し、彼らに自分たちが教会から離れているという証拠を見せつける。それによって万物が創造されたところの父の言葉とはキリストであると私は信じる。この言葉が受肉して彼の受難によって世界が贖われたと私は信じ、神性ではなく人性が受難したのだと私は信じる。彼は三日目に復活したこと、彼が罪深き人間を救ったこと、彼が昇天したこと、彼が父の右手に座っていること、彼が生者と死者を裁くためにやってくることを私は信じる。聖霊が父より生じたこと、それは劣ってもおらず後から生まれたのでもなくまさに神であって父および子と等しく永遠にともにあり、本性において同一であり、全能性において等しいこと、それが父および子と離れて存在したことがなく、父および子から劣らないことを私は信じる。この聖三位一体は位格において個別に存在し、一つの位格は父の位格であり、別の位格は子の位格であり、また別の位格が聖霊の位格であると私は信じる。そしてこの三位一体において唯一の神、唯一の力、唯一の本質が存在すると告白する。聖母マリアは子を産んだ後も生む前と同じく処女であったと私は信じる。魂は不死だがそれにもかかわらず神性に与らないと私は信じる。そして318人の司教によって打ち立てられた全てのものを私は堅く信じる。しかし世界の終わりに関しては先祖から学んだ信仰、アンチキリストが初めにくるという信仰を私は信じる。アンチキリストは初めに割礼を提案し、自分がキリストだと主張するだろう; 次に彼は自身の彫像をエルサレムの神殿において信仰させるだろう、まさに以下のように主が語られたのを我々が読んだように: 「あなた方は、荒らす憎むべき者が聖なるところに立っているのを見るだろう。」 しかし主ご自身が日は全ての人から隠されると述べられ、言われた; 「しかし、子と父ご自身の他に、天使をも含めて誰が日時のことを知り得ようか。」 さらに我々は我々を攻撃して子はこの日のことを知らないいのだから父より劣っていると主張する異端[注: アリウス派]に対する回答をここに与えよう。ここで子はキリスト教徒に対する呼称であり、以下のように彼らの神が語っていることを異端者たちに知らしめよう: 「私は彼らにとって父であり、彼らは私にとって子であるだろう。」 というのは彼がこの言葉をひとり子に対してのみ語っていたのなら彼は天使たちに第一の座を与えなかっただろうからである。というのは彼は以下の言葉を用いている: 「子の他は天使ですらも。」 このように彼はひとり子だけでなく養子たる我々のことをも言及しているのである。しかし我々の目的はキリスト、彼を頼る我々に勿体なくも永遠の命を授けられるキリストご自身である。

### 研究

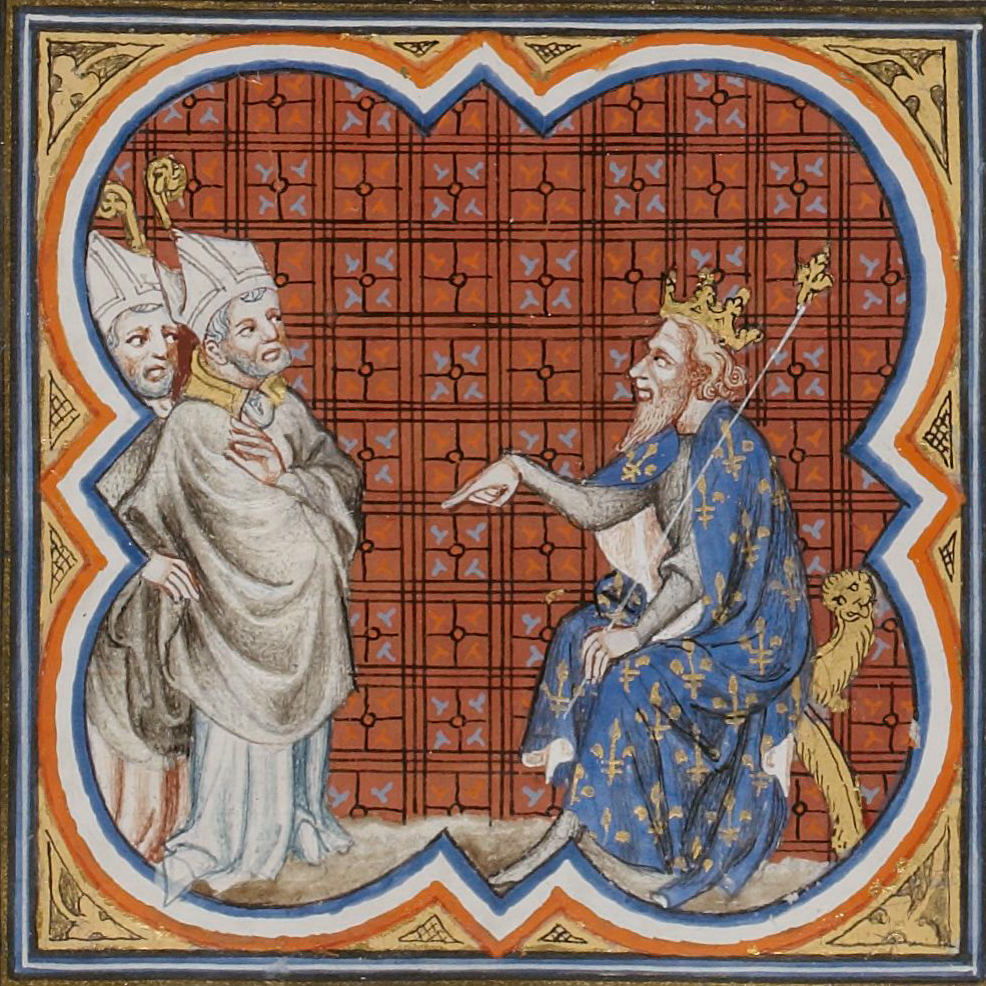
聖グレゴリウスとネウストリア王キルペリック1世。『シャルル5世のフランス大年代記』、14世紀の彩飾

彼はカトリックの司教でもあり、この立場にあるものに特有の考え方が彼の著作に表れている。西ゴート王国において当時まだ優勢を保っていたアリウス派の危険に関する彼の見解から、序文に両性論の詳細な説明を添えた。また、彼の異教徒およびユダヤ人に対する嘲罵は、彼の著作がどのように宣教に用いられたかを反映している。例えば、第2巻第28-31章において、彼は異教を不道徳で弱いものとみなしている。
グレゴリウスの教養は古代末期における標準的なラテン語のものであり、ウェルギリウスの『アエネーイス』やマルティアヌス・カペッラの『メルクリウスと文献学の結婚』に加え、彼の著書『フランク史』をその続編と位置づけたオロシウスの『年代記』や、彼が自著の中で全著作に言及したサッルスティウスがメインである。彼の教養は、この時代の典型として、異教徒の古典的作品に広く親しむことはなく、むしろウルガタ聖書に精通することに邁進した。彼は自身の文法の語法に関して生涯不満を持っていたという。
彼は男性語句や女性語句の正しいつづり方を理解しておらず、これはラテン語の能力不足や、ラテン語の語形変化に反映されている。最高のラテン名文家とされるウェルギリウスを読んだにもかかわらずグレゴリウスは「我々は永遠の死の刑罰を受けないために、彼らの偽りの寓話を話さないようにすべきである」と注意している。しかし、長大かつ難解なウルガタ聖書や宗教的著作、そしていくつかの歴史的論文を徹底的に研究したと考えられる彼が、『フランク史』の、最初の方で、かなり頻繁にそれらから引用していることには注意しなければいけない。
かつて歴史家が『フランク史』から受けて留意した主な印象は、グレゴリウスが物語る暴力的な逸話である。近年までの新しい研究によりこうした考えは覆された。グレゴリウスの目的が世俗生活の空しさを強調することと、世俗生活と聖人の奇跡を対照させることだった。
新たに改宗した王クローヴィスが、異教の王と比べていかに良い生活を導くかを彼は描写している。クローヴィスはかつて異教徒だった頃に直面した難問を、改宗後には全て解決するというのである。『フランク史』のクローヴィスをめぐる歴史叙述には、「コンスル」や「プラエフェクトゥス」といったローマ帝国の官職名や、ビザンツ帝国の「パトリキウス」などの用語が使われている。このことが従来歴史家の一部で、特にビザンツ帝国の政治秩序にメロヴィング王権が組み込まれたという認識につながる根拠とされてきた。しかし、それらの用語はビザンツの帝国法にのっとったものではなく、おそらく聖書の叙述に範をとったもので、グレゴリウスは皇帝とクローヴィスとの間に厳密に法的な関係を想定していたわけではないという見方が示されている。さらに、従来部族の王を指す「rex」には部族名が付されるのが一般的であった。しかるに、グレゴリウスは西ゴート王を記述するのに「レックス・ヒスパノールム」 (rex Hispanorum) あるいは「レックス・ヒスパニアエ」 (rex Hispaniae) という称号を用い、その支配権を領土的観念で捉え始めている。同様に自らの属するアウストラシアの王を「われわれの王」と呼び、その王国を「レグヌム・フランキアエ」 (regnum Franciae) と呼ぶ。彼は自らの歴史叙述の中で、フランクの使者にビザンツ皇帝を「あなたがたの皇帝」と呼ばせている。彼の歴史叙述には皇帝によるフランク王へのガリア統治権委託の観念はなく、クローヴィス以来、フランク王はその征服活動によって自らガリアの支配権を打ち立てているという見方が示されているのである。彼が基本的にビザンツ皇帝にのみ「インペラートル」や「インペリウム」を使用していることは、ビザンツ帝国の優位性を認めている証左であるが、そこから自立した独自の西欧世界の萌芽が見られること、またそこに領土意識とおぼろげながらも一定の民族意識を見ることができる。
グレゴリウスはまた、フランク王に司教を指導する力を認めている。549年のオルレアン公会議は司教の叙任にあたって、王権による事実上の司教任命権を承認したうえで、その介入に歯止めをかけようとしたものであるが、グレゴリウスはこのような王権による教会側への介入を批判していない。

## 著作『師父の生涯』
彼の『師父の生涯』は、彼よりも前の世代の最も傑出した人々20人を扱った聖人伝であり、司教、聖職者、修道士、修道院長、聖人、隠者の生涯といった広い範囲の初期中世ガリアの聖なる交わりを扱っている。原題で師父が複数形なのに対して生涯が単数形になっているが、それは伝記の集合が同形の栄誉あるキリスト教徒の生き方のイメージを構成し、個々人の生涯が理想的な生き方の特質を明らかにするために構成されているからである。例えば、聖イッリディウスはその心の純粋さゆえに称賛され、修道院長の聖ブラキウスは聖典研究に関する教育と決断のために称賛され、ブールジュのパトロクルスは弱みに直面しても揺らぐことのない信仰のために称賛され、リヨンのニケティウスはその正義のために称賛されるといったように。しかし、本書を支配するのはトリーアのニケティウスの生涯である。彼の高い権威と司牧者の責任に対する感覚は、グレゴリウスが彼を説明する際に焦点を当てたところであり、偉大であることを運命づけられ、他の人物の伝記にまたがっている。ニケティウスは頭に重みを感じ、振り向いてもそれが何か視認できなかったが、甘い匂いを感じてそれが司牧の責任であると気付いたとされる（『師父の生涯』, XVII, 1）。ニケティウスはその奇跡の栄光により他を凌駕し、神に選ばれて彼に明かされた過去と未来のフランク王の全継承を持った。
彼は聖人トゥールのマルティヌスの奇蹟に関する4巻の書でも知られている。聖マルティヌスの墓は6世紀の巡礼名所であり、グレゴリウスの著作はこの組織化された信仰を促進した。
本書の聖レオバルドゥスの伝記にグレゴリウス自身が登場する。これは二つの理由による。まず、これによって世俗の世界と霊的世界の明確なつながりが生み出され、生涯の説明が理解可能かつ認知可能な世界にしっかりと定位された、あるいは別の視点から見れば、奇蹟の存在が世俗世界に確立された。第二に、彼が悪魔に誘惑以降にグレゴリウスの仲裁がレオバルドゥスを客観的にするように働き（『師父の生涯』, XX, 3）、その働きがさらに全体として司教らの権威を高めている。
彼の目的は、ローマ教会だけでなく、ガリア中の地方の教会・大聖堂に対して宗教的専心のさらなる深みを構築するということであった。彼の他の著書、『証聖者達の栄光』、『殉教者達の栄光』、『聖マルティヌスの生涯』とともに、普遍的なキリスト教的経験に対して地方的なものに細心の注意が払われた。こうした伝記には、奇蹟や聖人、あるいはその聖遺物を様々な地方と結びつける噂話や逸話が含まれ、読者に自分たちの地方の寺院に関する知識を植え付け、そのすぐそばに神の業の証拠をもたらした。
異端に対する攻撃も彼の聖人伝に表れ、アリウス主義はヨーロッパで活動する異端の代表格として取り上げられて、激しい批判に曝された。しばしば、異端の弱点を暴露する部分（『殉教者の栄光』, 79, 80）が炎や燃焼のイメージに着目しているが、一方でカトリック教会は寛大にも神によって与えられた守護によって正しいと証明される。
グレゴリウスはトゥール司教座を治めており、そこではフランク人の教会の集会と文脈によって、司教座の権威を確立する上で広範な利用が聖マルティヌスのグループからなされていた。グレゴリウスの聖人伝はこの必然的な結果であった。しかしこれは、聖人伝の後から意気揚々と現れた司教の代表としての力の利己的な横領とみなされるべきではなく、むしろ教義の支配と信仰の実践の管理のための努力とみなされるべきであり、彼らはそれが自分たちの集会やより広い教会の最高の関心事だと信じていた。